# Schapendoes
Schapendoes (pronúncia: "skapendus")[Nota] é uma raça canina oriunda dos Países Baixos. De origem imprecisa, é sabido que apareceram no século XX, quando atuavam como pastores de ovelhas. Estabelecida como raça em 1954, foi definitivamente reconhecida em 1971. Sua pelagem pode atingir várias colorações, que vão do preto ao branco e cinza.